# Helgi Dam Ziska
Helgi Dam Ziska (født 26. juli 1990 i Tórshavn, Færøerne) er den hidtil bedste færøske skakspiller, og den første og hidtil eneste færing, der har opnået titlen Skakstormester. Han kvalificerede sig til titlen ved Skakolympiaden den 12. september 2016, efter at han havde vundet over Jose Daniel Gemy fra Bolivia.
Pr. august 2016 er hans ratingtal 2547, ingen anden færinger har opnået så højt ratingtal. Titlen blev tildelt ham nogle måneder senere, i 2017.

## Karriere
Ziska startede med at spille skak som barn. Han var tæt på at cykle ind i daværende verdensmesteren Garry Kasparov, da Ziska som 10-årig kom cyklende i Tórshavn gader i juni 2010. Kasparov var på besøg på Færøerne og krydsede gaden sammen med Rani Nolsøe, daværende formand for Færøsk Skakforbund og Torbjørn Jacobsen, daværende kulturminister for Færøerne. Helgi Dam Ziska blev færøsk mester i skak for ungdom i 2004. Efter at han havde vundet blev han interviewet til det færøske fjernsyn af Tórður Mikkelsen, og Ziska sagde til ham, at hans mål var at blive skakstormester. Dette fortalte han i et interview til Kringvarp Føroyas radiovært Suni Merkistein i 2012.

### 2006 - Nordisk ungdomsskakmester og vandt over Timman
I februar 2006, blev Ziska nordisk mester i skak for ungdom. Ved Chess Open 2006 i Reykjavik vandt han over den hollandske skakstormester, Jan Timman, der havde været kandidat til at blive verdensmester, men tabte mod Karpov, han var den bedste skakspiller i 1980'erne og 1990'erne i Vesteuropa og en af de fem største i verden. Helgi Dam Ziska var kun 15-år gammel, da han vandt over Timman.

### Copenhagen Chess Challenge
Ziska blev nummer to ved Copenhagen Chess Challenge i 2012 og i 2014.

### Danmarksmesterskabet
Ziska blev nummer to ved Danmarksmesterskabet i skak 2013, næst efter Davor Palo.

### Skakolympiaden
Helgi Dam Ziska har sammen med det færøske skaklandshold deltaget ved skakolympiaden i 2006, 2008, 2010, 2012, 2014 og 2016. Ved Skakolympiaden 2016 spillede han remis mod verdensmesteren fra 2005, Veselin Topalov.

### Vinder af European Small Nations Chess Championship 2016
I april 2016 deltog Ziska ved European Small Nations Individual Chess Championship 2016, som er en skakkonkurrence for små nationer i Europa, hvor hver nation har en skakspiller med, dog har værtsnationen to spillere, og derudover udvælges der en ekstra spiller fra en af landene ved et wildcard. Konkurrencen endte med, at Ziska vandt med 9½ points af 11 mulige og kvalificerede sig derved til World Cup 2017, som vil afholdes i Tbilisi.

## Hæder
- 2006 - Årets sportsnavn på Færøerne - arrangør: Kringvarp Føroya
- 2006-2010 - Årets færøske skakspiller, valgt af andre færøske skakspillere ved arrangement hos (Talvsamband Føroya)[21]